# MoneySense
MoneySense es una revista canadiense en línea de estilo de vida publicada por Rogers Publishing Limited, una división de Rogers Communications.

## Historia
MoneySense fue fundada por Maclean Hunter Publishing Ltd en 1999. La primera edición se publicó en septiembre de 1999. La revista cubre artículos de finanzas.
La edición impresa terminó en diciembre de 2013. A principios de enero de 2017, la revista empezó a publicar en línea.